# Jacques Le Cardinal de Kernier
Jacques Le Cardinal de Kernier, marquis de Kernier, né le 16 août 1862 au château du Bois-Cornillé, Val-d'Izé (Ille-et-Vilaine), décédé le 3 juillet 1932 au Bois-Cornillé, Val-d'Izé, est un député royaliste de l'Ille-et-Vilaine de 1912 à 1919, maire de Val-d'Izé de 1887 à 1932 et conseiller général. Il fut aussi, en raison de son mariage avec Claire Hay des Nétumières, le dernier châtelain de La Villeneuve en Langolen (Finistère).

## Introduction
À 25 ans, le marquis de Kernier devient maire de Val-d'Izé, fonction qu'il occupera jusqu'à sa mort. Il était également conseiller général du canton de Vitré-Ouest.
Député d'Ille-et-Vilaine, il est candidat pour la première fois lors de l'élection partielle qui a lieu dans l'arrondissement de Vitré le 14 avril 1912. Il est élu sans concurrent par 12 388 voix sur 15 185 suffrages exprimés. À la Chambre, il devient membre de la commission des postes et télégraphes.
Il est réélu aux élections générales du 26 avril 1914, par 10 731 voix contre 5 866 à Porée, sur 16 894 votants.
Kernier s'inscrit au groupe des droites et devient membre de plusieurs commissions : postes et télégraphes, réforme judiciaire, réparation des dommages de guerre, assurance et prévoyance sociales.
Pendant la Grande Guerre, il participe en comité secret à la discussion des ordres du jour motivés concernant les affaires de Grèce et l'attitude des délégués à la conférence de Stockholm.
Le marquis de Kernier a toujours eu des opinions royalistes et catholiques. Lors des élections générales de 1914, il s'adressait ainsi à ses électeurs : « Que vos votes éclairés, nets et courageux forment le 26 avril un faisceau d'union et de force tel que toute opposition antichrétienne et antipatriotique vienne se briser contre lui. En avant ! Pour Dieu ! Pour la France ! Pour le pays de Vitré ! »
En 1919, il est candidat sur la liste du comité d'union nationale qui emporte trois sièges, alors que la liste républicaine en compte quatre et les socialistes un. Il n'obtient que 44 172 voix sur 114 347 votants, ce qui ne lui permet pas d'être élu.
Le marquis de Kernier meurt le 3 juillet 1932 au château de Boiscornillé, à Val-d'Izé.
Il était commandeur de l'ordre pontifical de Saint-Grégoire-le-Grand.
Lors de son décès, ses obsèques furent célébrées civilement car l'Église catholique romaine refusa des obsèques religieuses à cause de sa participation à l'Action française, condamnée par le pape Pie XI, ce qui fit grand bruit à l'époque dans le pays de Vitré. L'ironie est que c'est lui qui avait fait construire une nouvelle église pour les habitants de Val-d'Izé.

## Biographie
Il est le fils de Paul le Cardinal, Marquis de Kernier, (né le 22 septembre 1836, décédé le 2 septembre 1888 au château du Bois-Cornillé au Val-d'Izé) et de Claire Hay des Nétumières (4 juin 1835, Bréquigny - 13 août 1920, Rennes).
Il a épousé le 31 juillet 1894 Yvonne Gonsalve de Goislard de Villebresme, née le 17 janvier 1871 à Mainsat et décédée le 30 juillet 1955 à Mainsat, fille de Marie de Goislard de Villebresme et de Louise de la Roche Aymon.
Il a eu 2 enfants :
- Alain le Cardinal de Kernier, marquis de Kernier, marié avec Anne Marie Costa de Beauregard ;
- Béatrix le Cardinal de Kernier (née le 22 mai 1910 au Bois-Cornillé, Val-d'Izé - 16 janvier 1991 à Bonnefontaine, Antrain) mariée le 18 juillet 1935 à Léonor de Rohan Chabot.

### Sources / bibliographie
- « Jacques Le Cardinal de Kernier », dans le Dictionnaire des parlementaires français (1889-1940), sous la direction de Jean Jolly, PUF, 1960 [détail de l’édition]